# Helma Knorscheidt
Helma Knorscheidt-Teuscher, nemška atletinja, * 31. december 1956, Nauendorf, Vzhodna Nemčija.
Ni nastopila na poletnih olimpijskih igrah. Na svetovnih prvenstvih je osvojila srebrno medaljo v suvanju krogle leta 1983, na evropskih dvoranskih prvenstvih pa srebrno medaljo leta 1983 in bronasto medaljo leta 1983. 